# ملی-مذهبی
ملّی-مذهبی گرایشی سیاسی است که به‌صورت مشخص در ایران پس از درگذشت خمینی توسط گروه‌های سوسیال دموکرات به رهبری عزت‌الله سحابی با این عنوان شکل گرفتند. ریشه‌های فکری این گروه، فعالیت سیاسی همراه با حفظ دین‌داری (اسلام، شیعه) و سوسیال دموکراسی است. این اصطلاح، پس از مرگ خمینی و در اواخر ریاست‌جمهوری هاشمی رفسنجانی، کم‌کم در برخی از جراید نمودار شد و در زمان ریاست‌جمهوری محمد خاتمی رسمیت یافت و در سال ۱۳۷۸ و در آستانهٔ انتخابات مجلس ششم، منجر به ایجاد گروهی به رهبری عزت‌الله سحابی به نام شورای فعالان ملی-مذهبی ایران شد.

## تاریخچهٔ جریانات تحول‌خواه مذهبی در ایران
نسل اوّل: اصلاح‌طلبان مذهبی ایران با ظهور سید جمال الدین اسدآبادی در انقلاب مشروطه پاگرفت.
نسل دوم: این گرایش در دهه سی با چهره‌هایی چون مهدی بازرگان در دورهٔ اوّل فکری خود و یدالله سحابی کوشیدند تا اسلام را با علوم تجربی آشتی دهند.
نسل سوم: این موج از دهه چهل به بعد و در آثار دورهٔ دوم فکری مهدی بازرگان، آثار علی شریعتی، محمود طالقانی و برخی بنیان‌گذاران سازمان مجاهدین خلق و در کارنامهٔ فکری و سیاسی کسانی چون عزت‌الله سحابی پدیدار شد که بر آن بودند تا الگوهای مدیریت اقتصادی، سیاسی و اجتماعی جامعه را از متون مرجع اسلامی استخراج کنند.
نسل چهارم: جریان ملّی-مذهبی در دومین دهه بعد از انقلاب ۱۳۵۷، به نقد شکل‌گیری استبداد در حاکمیت دینی نظام جمهوری اسلامی و تفسیر تک‌صدای متون مرجع دینی در آثار چهره‌های سرشناس این جریان از جمله عبدالکریم سروش و محمد مجتهد شبستری پرداختند.

## چارچوب فکری و نظری جریان ملّی-مذهبی
افراد و گروه‌های مختلف منتسب به این جریان فکری، برداشت‌های متفاوتی از سیاست، دین، مقولهٔ دولت-ملّت و رابطهٔ عقل و عرف دارند.
رهبر گروه فعالان ملّی-مذهبی، عزت‌الله سحابی، برای تبیین چارچوب فکری این جریان آن را یکی از شاخه‌های «نوگرایی دینی» می‌شمارد و پایه‌گذار آن را سید حسن مدرس می‌داند و آن را در مقابل «روشن‌فکری دینی» که با حرکت عبدالکریم سروش مطرح شد، قرار می‌دهد و بیان می‌کند که جریان روشن‌فکری دینی معتقد است که روشن‌فکران دینی به دنبال عقل بی‌قید و آزاد و نفی هرگونه ایدئولوژی هستند؛ حال آنکه ملّی-مذهبی‌ها به دنبال بومی کردن مدرنیته و مؤلفه‌های آن در ایران هستند… نوگرایی دینی معتقد به «بازگشت به منابع اصیل اسلامی» یعنی قرآن و نهج‌البلاغه و سیره ائمه و اتکای مستقیم بر آن‌هاست تا رجوع به فقه و اصول فقه استنباط شده از این منابع.
سحابی در مجلّهٔ چشم‌انداز ایران بیان می‌کند که ملّی-مذهبی دنبال عقل آزاد (بدون قید) نیست، بلکه عقل را مستند به وحی نازل شده بر انسان می‌داند و در ادامه می‌گوید: «ما خودمان سال‌های سال سنگ حکومت دینی را به سینه می‌زدیم… من می‌خواهم از اینجا این نتیجه را بگیرم که شاید لازم باشد که ما در شعار حکومت دینی تجدیدنظر کنیم. آیا دین مستقیماً خودش حکومت می‌کند یا دین بر دوش مردمانی که معتقد به آن دین هستند، حمل می‌شود؟ هر دوی آن‌ها حکومت دین است، منتها یکی به واقعیت امر توجه دارد و معتقد است دین در قالب انسان‌ها ظهور پیدا می‌کند.»
جریان ملّی-مذهبی به لحاظ نظری منافع ملی را مقدم بر جهان-وطنی‌هایی مانند انترناسیونالیسم کارگری یا «اتحاد اسلام» که سید جمال تبلیغ می‌کرد، می‌داند و حتی جهانی شدن مسلمین را هم فرع بر منافع ملّی می‌داند.

## فعالیت‌های سیاسی جریانات ملّی-مذهبی پس از انقلاب
گروه‌های اصلی این جریان سیاسی از زمان تشکیل و معرفی مفهوم ملّی-مذهبی اکثراً به‌صورت غیرفعال با اعلام حمایت از کاندیدا و گروه موردنظر در جناح چپ جمهوری اسلامی در صحنهٔ سیاسی جمهوری اسلامی ایران و انتخابات‌های مختلف فعال بوده‌اند. بعد از انتخابات ۱۳۸۸ و حوادث پس از آن، فعالان و چهره‌های اصلی گروه‌های ملّی-مذهبی با بازداشت، محاکمه و حبس مواجه شدند و با مرگ عزت‌الله سحابی در سال ۱۳۸۹ بسیاری از این فعالان به خارج از ایران مهاجرت کردند.
در جریان انتخابات ریاست‌جمهوری دوم خرداد ۱۳۷۶، عزت‌الله سحابی، یکی از چهره‌های سرشناس این جریان، در انتخابات ثبت‌نام کرد و رد صلاحیت شد. سپس گروه فعالان ملّی-مذهبی از محمد خاتمی در این انتخابات حمایت کردند که وی توانست پیروز انتخابات شود.
در انتخابات ریاست‌جمهوری ۱۳۸۰ نیز گروه فعالان ملّی-مذهبی از محمد خاتمی اعلام حمایت کرد.
روز دوشنبه ۱۶ خرداد ۱۳۸۴ پس از جلسه‌ای بین مصطفی معین، ابراهیم یزدی، عزت‌الله سحابی و تعدادی دیگر از چهره‌های سیاسی، نهضت آزادی ایران و گروه فعالان ملّی-مذهبی با صدور بیانیهٔ مشترکی از نامزدی مصطفی معین، کاندیدای مورد حمایت گروه‌های معروف به اصلاح‌طلبان پیشرو، در انتخابات ریاست‌جمهوری ۱۳۸۴ حمایت کردند.
در انتخابات ریاست‌جمهوری خرداد ۱۳۸۸ شورای فعالان ملّی-مذهبی از مردم خواست برای ایجاد تغییر در قوه مجریه، فعالانه در انتخابات شرکت کنند و به نامزدهای اصلاح‌طلب رأی دهند. سپس این گروه در بیانیهٔ دیگری به‌صورت مشخص از میرحسن موسوی در انتخابات ریاست جمهوری ۱۳۸۸ حمایت کرد.
در ۲۲ خرداد ۱۳۹۲ کنشگران ملّی-مذهبی خارج از کشور طی بیانیه‌ای با دعوت مردم به شرکت در انتخابات ریاست‌جمهوری ۱۳۹۲، از نامزدی حسن روحانی حمایت کرد.
در واکنش به اعتصاب کارگران نیشکر هفت تپه، جمعی از فعالان ملّی-مذهبی در آذر ۱۳۹۷ در بیانیه‌ای ضمن حمایت از اعتراضات کارگران نیشکر هفت تپه و فولاد اهواز و سایر اصناف کارگری تأکید کردند که «دولت موظف است، حل ریشه‌ای مشکلات موجود در حوزهٔ کارگری و اصلاح روش خصوصی‌سازی را در اولویت برنامه‌های خویش قرار دهد.»

در جریان اعتراضات آبان ۱۳۹۸ در ایران که با گرانی بنزین شروع شد، جمعی از فعالان ملّی-مذهبی در بیانیه‌ای خطاب به حاکمیت جمهوری اسلامی بیان کردند: 
تنها راه ملّی و مردمی و مبتنی بر استقلال و حفظ تمامیت ارضی کشور برای پاسخ دادن به مطالبات مردم معترض این است که حاکمان تن به تغییر سیاست و ساختار (قانون اساسی) بدهند. آزادی زندانیان سیاسی و عقیدتی، آزادی رسانه‌ها و احزاب و برگزاری انتخابات آزاد با شرکت همهٔ گرایش‌ها و نیروهای سیاسی قدم‌های اوّلیه و جدی برای تغییر مسیر کنونی است که معلوم نیست چه سرانجامی را برای مردم و میهن ما رقم خواهد زد.
در ۲ دی ۱۴۰۱ جمعی از استادان دانشگاه، فعالان سیاسی و هنرمندان در بیانیه‌ای از اتهامات وارده به دکتر سعید مدنی، روزنامه‌نگار، جامعه‌شناس و از فعال ملّی-مذهبی، انتقاد کردند و آزادی فوری و بی‌قید و شرط این کنشگر و پژوهشگر را خواستار شدند.

## گروه‌های متشکل
1. روند جدایی(محمد محمدی گرگانی- محمدحسین رفیعی، عاطفه پهلوان، محمد حسین کبیر
2. گروه مجله چشم‌انداز لطف‌الله میثمی
3. جامعه زنان انقلاب اسلامی اعظم طالقانی، طاهره طالقانی، صدیقه کنعانی، جواد رحیم پور سردبیر پیام هاجر و پیام ابراهیم
4. گروه ایران فردا عزت‌الله سحابی، کیوان صمیمی
5. جنبش مسلمانان مبارز حبیب‌الله پیمان، مرضیه مرتاضی لنگرودی
6. جاما نظام الدین قهاری
7. منفردین: مسعود پدرام - علیرضا رجایی-حسین شاه حسینی-محمد بسته نگار، محمد ملکی[۱۶]

## اعضای برجسته
- تقی رحمانی
- رضا علیجانی
- هدی صابر
- محمد حسین رفیعی
- سعید مدنی
- مسعود پدرام
- عزت‌الله سحابی
- حبیب‌الله پیمان
- طاهره طالقانی
- علیرضا رجائی
- محمد ملکی
- حسین شاه‌حسینی